# Sindicatura de Comptes de la Comunitat Valenciana
La Sindicatura de Comptes del País Valencià és l'òrgan al qual correspon el control extern econòmic i pressupostari de l'activitat financera de la Generalitat, dels ens locals compresos en el seu territori i de la resta del sector públic valencià, així com dels comptes que ho justifiquen.

## Història
El precedent històric de la Sindicatura de Comptes és l'Ofici del Maestre Racional, creat com a institució única per a tots els territoris de la Corona d'Aragó, per Pere el Gran en 1283. A petició formulada per les Corts Valencianes reunides en 1419, Alfons V d'Aragó va crear el càrrec de Maestre Racional com a institució pròpia del Regne de València.
A la Institució del Maestre Racional li van ser assignades les funcions de previsió, direcció i control últim de l'administració financera real, destacant, entre totes elles, la de fiscalització de la gestió financera. El Maestre Racional analitzava els ingressos i les despeses, anotant en els marges dels llibres la documentació presentada per a la justificació de la comptabilitat, així com quantes observacions considerara oportunes per a l'examen dels comptes.
El càrrec del Maestre Racional va subsistir al llarg de l'edat moderna com a institució del Regne de València fins que l'organització política i d'hisenda va canviar a conseqüència dels Decrets de Nova Planta (1707), després de la Guerra de Successió.

## Organització
El Consell de la Sindicatura està format pel síndic major, el síndic i la síndica de comptes, i el secretari general. Tots ells són considerats òrgans de la Sindicatura i formen, així mateix, el seu Gabinet tècnic. Dels síndics de comptes depenen tècnics d'auditoria, ajudants d'auditoria i administratius. De la secretaria general depenen la unitat de personal, els lletrats, la gerència, així com les unitats d'informàtica, traducció, i documentació i arxiu. Per la seua banda, el síndic major té al seu càrrec el seu propi gabinet, així com el departament de premsa i l'EURORAI.

## Competències
La Sindicatura de Comptes té competències sobre el sector públic valencià, que inclou la Generalitat (el compte de l'administració, els organismes autònoms, les empreses públiques i les fundacions) i les entitats locals, incloent-hi també en este cas els organismes autònoms i les empreses públiques. També estan dins del seu àmbit d'actuació els organismes i institucions inclosos per normativa legal, universitats públiques, cambres de comerç, etc. Així mateix, la Sindicatura exercix el control específic de qualsevol ajuda que atorguen les institucions del sector públic valencià a les persones físiques o entitats del sector públic.

## Funcions
La Sindicatura de Comptes du a terme tres funcions:
- Funció fiscalitzadora: Fiscalització de la gestió i els comptes del sector públic valencià, tant des del punt de vista de la seua regularitat com des del compliment dels principis d'economia, eficàcia i eficiència.
- Funció jurisdiccional: Per delegació del Tribunal de Comptes, la instrucció de procediments jurisdiccionals.
- Funció consultiva: Assessorament a les Corts Valencianes en les matèries pròpies de la seua competència.

## Composició actual
- Síndic Major: Excm. En Vicent Cucarella Tormo[4]
- Síndica de Comptes: Excma. Na Marcela Miró Pérez
- Síndic de Comptes: Excm. N'Antonio Mira-Perceval
- Secretari General: Il·lm. En Lorenzo Pérez Sarrión[5]